# ДОС-2

Планована конфігурація ДОС-2 (зліва) і корабель типу Союз

ДОС-2 — позначення радянської орбітальної станції, запущеної за програмою «Салют» 29 липня 1972 року, що була втрачена внаслідок збою в роботі другого ступеня ракети-носія «Протон-К». Не вийшла на заплановану орбіту, впавши натомість у Тихий океан. Якби станція вийшла на орбіту, то отримала б назву «Салют-2». Конструктивно станція була подібна до станції «Салют-1». Було відібрано чотири екіпажі космонавтів:
- Командир Олексій Леонов, бортінженер Валерій Кубасов.
- Командир Василь Лазарев, бортінженер Олег Макаров.
- Командир Олексій Губарев, бортінженер Георгій Гречко.
- Командир Петро Климук, бортінженер Віталій Севастьянов.

Після загибелі екіпажу корабля «Союз-11» у кораблі нової моделі типу «Союз 7К-Т» стали використовувати скафандри, тому в ньому могли вміститися тільки два космонавти, таким чином ДОС-2 відвідали б два екіпажі з двох осіб. «Салют-1» відвідали два екіпажі з трьох осіб (кораблі «Союз-10» і «Союз-11» типу Союз 7К-ОКС).
Після втрати станції екіпажі почали тренуватись для польоту на станцію «Космос-557» (ДОС-3).